# Burg Tolštejn

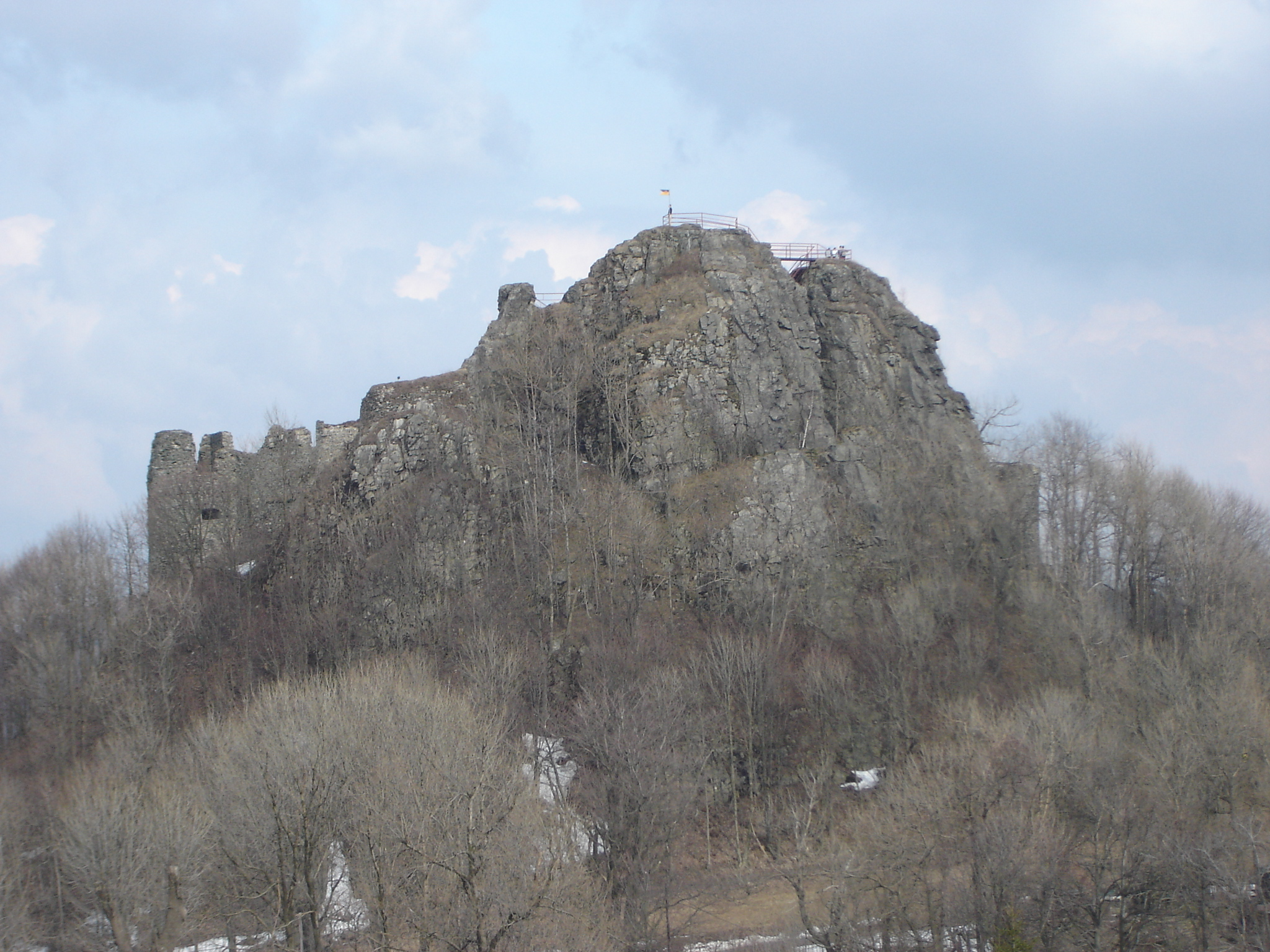
Burgruine Tolštejn (Tollenstein)

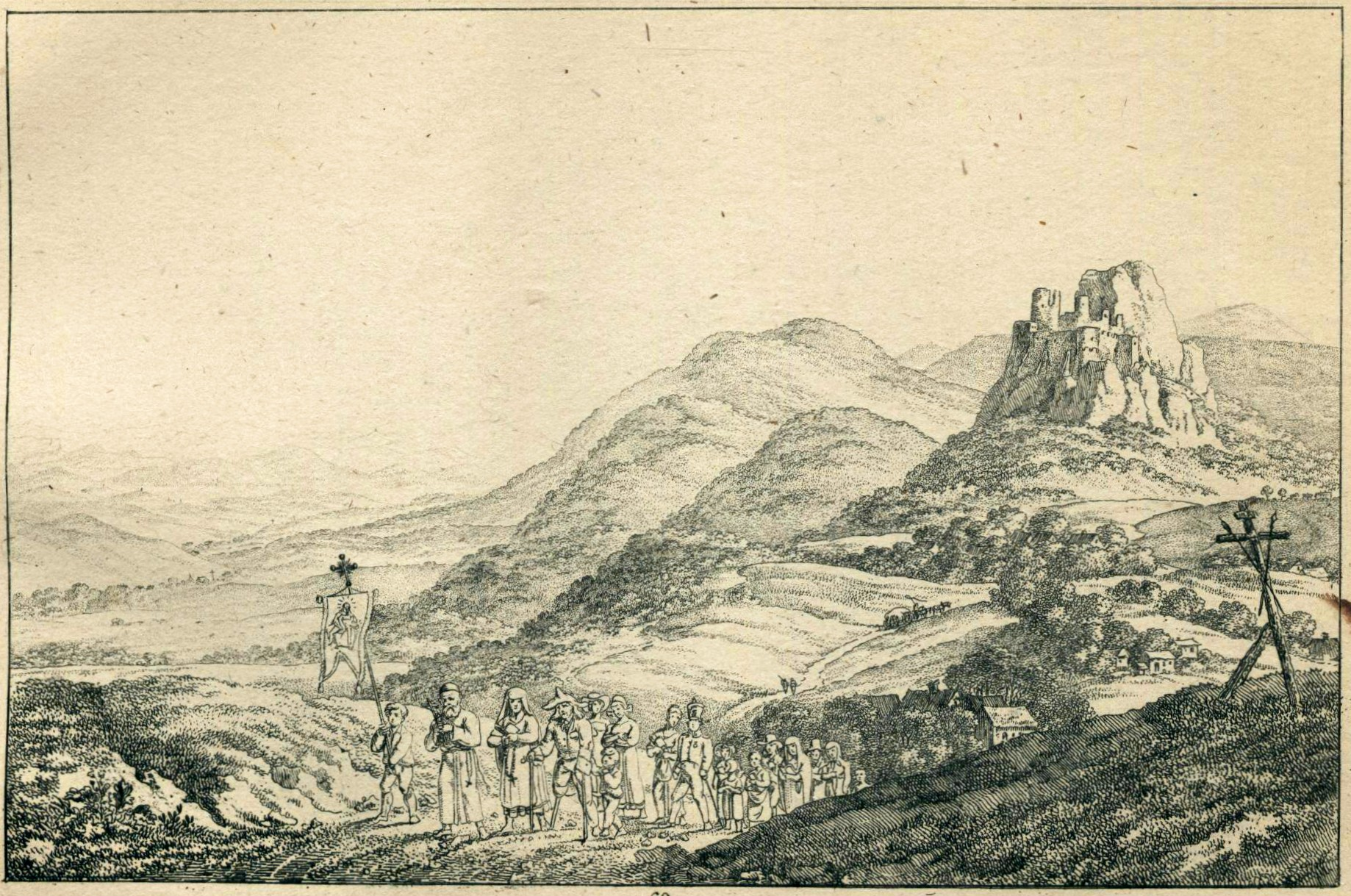
Ansicht um 1820

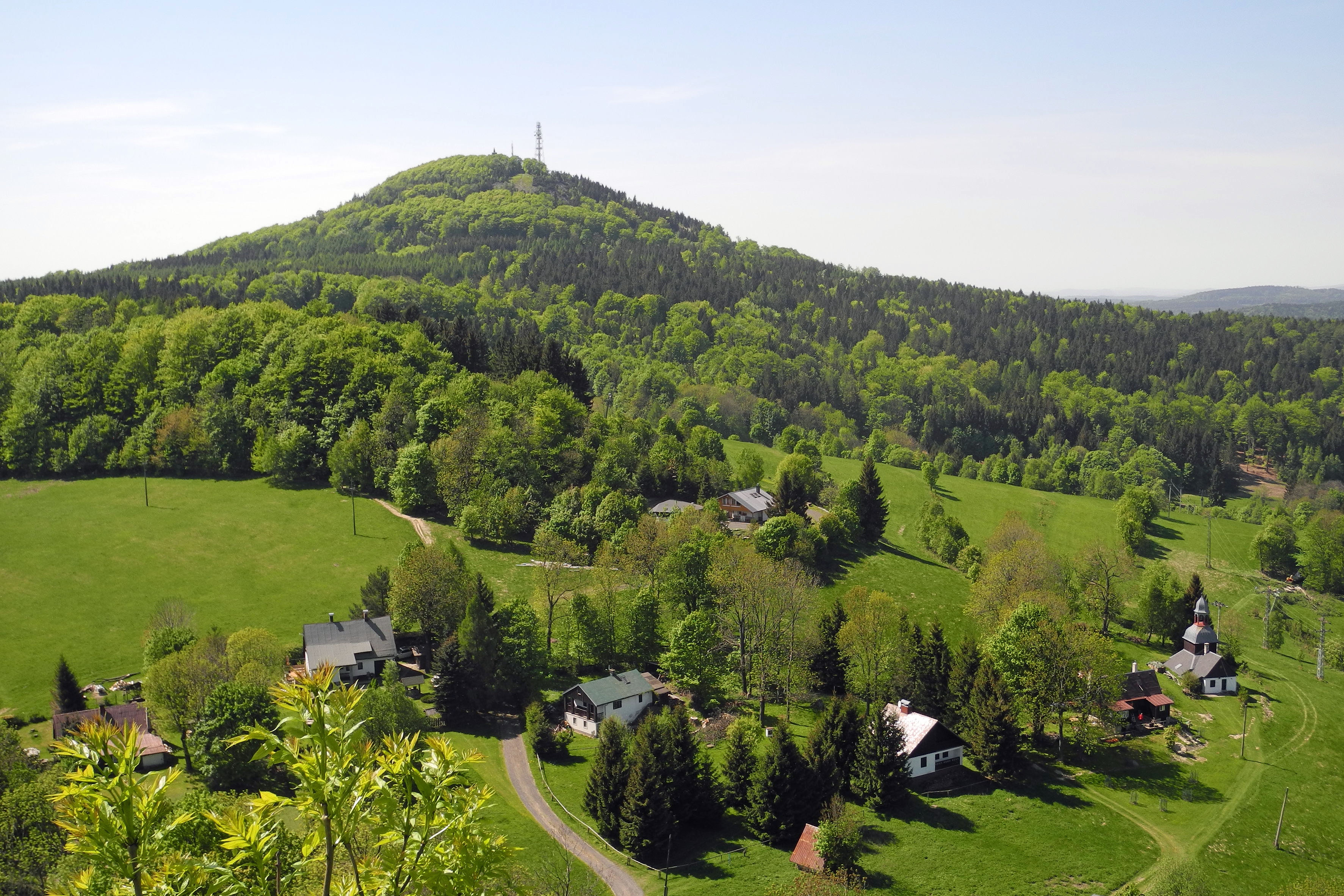
Blick von der Burgruine zum Tannenberg (Jedlová)

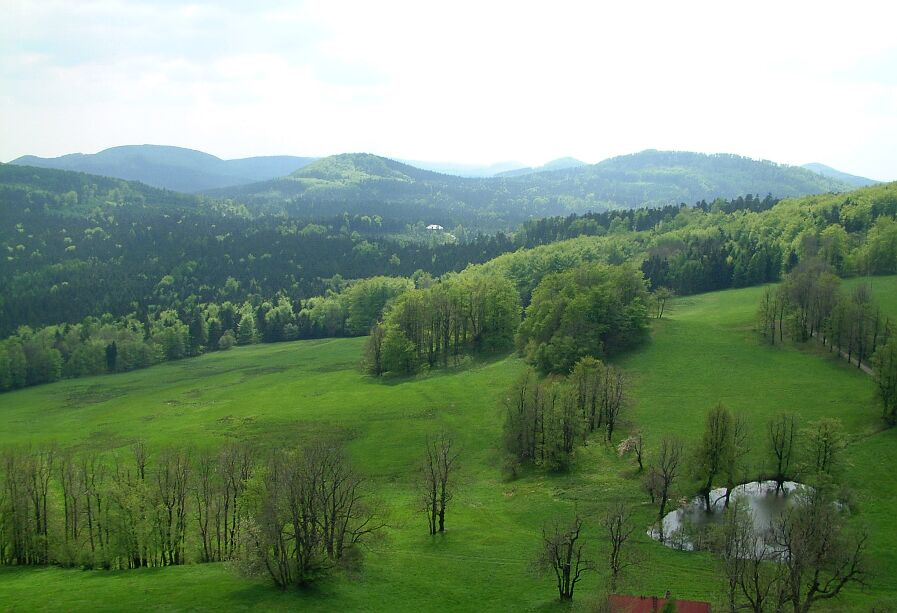
Blick nach Süden

Die Burg Tolštejn (deutsch Tollenstein, früher Dohlenstein) befindet sich im südöstlichen Böhmischen Niederland im Lausitzer Gebirge, zwei Kilometer südlich von Jiřetín pod Jedlovou (Sankt Georgenthal) im Okres Děčín (Tschechien). 1,5 Kilometer westlich liegt der sie um 100 Meter überragende Berg Jedlová (Tannenberg). Sie stellte eine der bedeutsamsten mittelalterlichen Burgen Nordböhmens dar.

## Geschichte
Burg Dohlenstein wurde im Jahr 1337 zum ersten Mal erwähnt, der Bau erfolgte jedoch bereits früher nach dem Tod von Přemysl Ottokar II. als Schutz der Region Zittau. Der erste Eigentümer war wohl Heinrich von Lípa. 1337 erbte die Burg Vaněk von Wartenberg. Die Familie hielt die Festung bis 1400, danach ging die Grundherrschaft Tollenstein über auf Hynek Berka von Dubá, der damals einer der Reichsten im Herrenstand war. Während der Hussitenkriege sympathisierte die Familie mit den Kelchbrüdern, der spätere Eigentümer Albrecht Berka von Dubá, war dann jedoch als überzeugter Katholik ein entschiedener Gegner des Königs Georg von Podiebrad. Dieser gab dann auch den Befehl aus, die Burg zu erobern. Nach einigen kriegerischen Auseinandersetzungen kauften 1471 die sächsischen Markgrafen Ernst und Albrecht die Burg. 1485 ging sie auf Hans Georg von Schleinitz über. Die Familie gründete dann zwanzig Jahre später auch das Dorf St. Georgenthal (heute Jiřetín pod Jedlovou).
1555 verlassen die Eigentümer die Burg und bauen sich ein Renaissanceschloss in der Stadt Rumburg. Seit 1607 gilt die Burg als verlassen. Ihre Geschichte endet schließlich im Dreißigjährigen Krieg, als sie erneut von der kaiserlichen Armee besetzt, jedoch durch den schwedischen General Wrangel 1642 erobert und niedergebrannt wurde. Danach hausten in ihren Ruinen nur noch Raubritter.
In der Zeit der Romantik wuchs das Interesse, die Burg wieder aufzubauen. 1865 errichtete der Gastwirt Johann Josef Münzberg in den Mauern der Burgruine eine Gastwirtschaft im schweizerischen Stil, die zu den ältesten touristischen Objekten ihrer Art in Böhmen gehört. Sie wurde von der Familie auch nach der Enteignung und Verstaatlichung nach 1945 noch bis 1962 weiter bewirtschaftet. Letzter Betreiber des Restaurants war bis zur Schließung wegen Baufälligkeit im Jahr 1977 das staatliche Unternehmen Restaurace a jídelny n.p. Das ausgeplünderte Gebäude wurden ab den 1980er Jahren durch einen Touristenverein aus Prag genutzt. Nach der Samtenen Revolution öffnete 1996 in den Räumen wieder eine Gaststätte.
Nach einem Rechtsstreit gingen Burgberg und Gastwirtschaft Ende der 1990er Jahre in den Besitz der Gemeinde Jiřetín pod Jedlovou über, die in den Folgejahren enorme finanzielle Mittel in die Instandsetzung der Burgruine, der Besucherzugänge und auch in die Gastwirtschaft investierte. Der Zugang zum oberen Burgfelsen ist seitdem nur noch gegen ein Eintrittsgeld möglich.
Heute ist die Ruine wieder eines der bedeutendsten Ausflugsziele im böhmischen Lausitzer Gebirge.